# 萨米 (黑猩猩)
萨米（羅馬化：Sami，1979年－1992年9月11日）是一只自1988年1月起由贝尔格莱德动物园饲养的黑猩猩。1988年2月，萨米曾两次成功逃出动物园，但两次都被抓回。萨米的两次逃跑令贝尔格莱德部分市民联想到自身在东欧剧变中的处境，甚至在其第二次逃跑时鼓励其“不要放弃”，但萨米最终仍被动物园人士带回。有了萨米的前车之鉴，贝尔格莱德动物园装修大门、新装围栏以防止动物逃跑。1996年，在萨米病死四年后，贝尔格莱德动物园为它在入口立起一座纪念铜像。:286

## 生平
萨米于1979年出生在南斯拉夫奥西耶克动物园（今属克罗地亚），后育有一名雌性幼仔。1988年1月12日，萨米被转运至贝尔格莱德动物园。因为不熟悉新的环境，萨米在迁入新居的最初几周表现暴躁。不久后，它就逃出了牢笼。
同年2月21日晚8点，萨米第一次逃出，当时的新闻报道暗指其逃跑可能是为了寻求伴侣。当时一只黑猩猩的价格约为10000美元，园方相关人士承认出不起这个价格。萨米先是向东，然后向南经过贝尔格莱德市区。有人在退伍兵俱乐部大楼门口注意到它的踪迹，它随后又在巴尔干电影院出现。之后，萨米向隧道前进，身后有警车追逐。由于警车挡住了隧道入口，萨米转向附近的公园。晚9点许，萨米在学生广场陷入包围，它最信任的人之一、贝尔格莱德动物园园长武克·波约维奇劝它说：“来吧，萨米，我们回家。”最后，萨米牵上波约维奇的手上了他的车，共同回到动物园。
仅仅两天后，1988年2月23日上午10点，萨米再次从笼子里逃脱，跑到了动物园的餐厅。此时一些工作人员正在用早餐，他们被吓到爬窗逃走。萨米离开餐厅，在外面又遇到同一群工作人员，这次他们惊慌到试图爬回室内。萨米来到附近一家工厂，工人们尝试网住萨米，但没有成功。萨米随后上街，摇晃一列载客的电车。之前工厂的工人跟随萨米来到电车旁，这次成功网住了它，但它马上撕碎了大网。工人们又追逐萨米来到一处庭院，萨米爬上一棵樱桃树，又跳上车库。
萨米第二次逃脱的消息迅速传播开来，超过4000名贝尔格莱德市民聚集到车库旁围观。记者也赶到现场，开始现场电视直播。围观者们不愿萨米被收回，打出“萨米，我们与你同在！”和“不要放弃，萨米！”的标语。波约维奇爬上车库顶，试图劝导萨米，但这次没有成功。由于贝尔格莱德动物园没有麻醉枪，警方不得不等到奥西耶克动物园送来一支才控制住局势。下午5点，气温约为0摄氏度，警方用麻醉枪射击萨米，才把它带回动物园。
1992年9月11日，萨米意外死亡。解剖结果显示萨米患有肠炎。园方把萨米的遗体安葬在动物园入口附近的一处草坪里。

## 影响

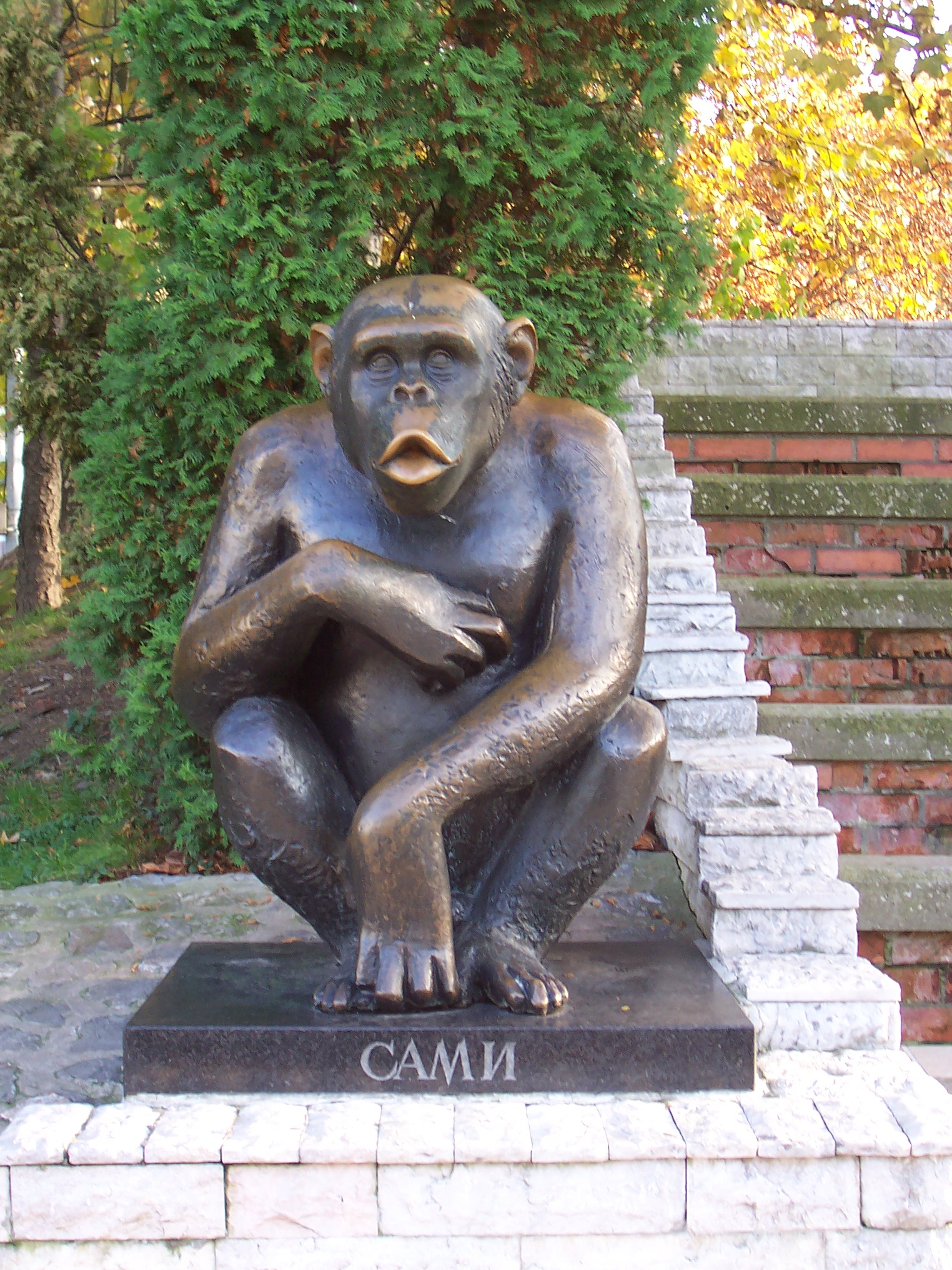
萨米的逃亡深刻地影响了人民的心态。

萨米死后，贝尔格莱德几家著名的报纸讽刺地称其为“异议分子”:285，许多南斯拉夫人以萨米的处境自比，自认为生活在共产党统治下犹如被囚禁的猩猩。学者罗恩·布罗格里奥写道:286：
|  | 萨米的外逃令人们对他生活在困境中产生了同情，短暂地打破了社会的框架。这只动物没有遵守在社会中规定的地位，其率直的斗争点燃了贝尔格莱德市民心底的愿望。假如萨米是个人的话，他周围的人一定会被逮捕；但作为人类社交圈外的一只动物，他有让人无后顾之忧为他喝彩欢呼的力量。在一浪高过一浪的呼声中，人类和黑猩猩的心结连在了一起。生物政治学把黑猩猩局限在人类的领域之外，这反过来让人类被南斯拉夫的共产党体制钳制得更紧。有了萨米，贝尔格莱德人民能够想象出一个不一样的世界。就算只有片刻，人类和黑猩猩终于能在地缘政治生态上平起平坐。 |

1995年艾米尔·库斯图里察导演的电影中，有一只躲过了1941年4月纳粹德国对南斯拉夫轰炸的、名为Soni的猩猩，本片中对萨米有所提及。:285本片在第48届戛纳电影节获得了金棕榈奖。萨米的两次逃离也成为马其顿导演弗拉基米尔·布拉热夫斯基执导的电影《猴年》的灵感来源，该电影于2018年上映。